# Cidariophanes daphnea
Cidariophanes daphnea là một loài bướm đêm trong họ Geometridae.